# بريتني بويل
بريتني بويل (بالألمانية: Brittney Powell)‏ هي عارضة وممثلة ألمانية، ولدت في 4 مارس 1975 بفورتسبورغ في ألمانيا. بدأت مشوارها المهني سنة 1991.

## أعمال

### مسلسلات
- بيفرلي هيلز 90210
- رجلان ونصف

## وصلات خارجية
- بريتني بويل على موقع IMDb (الإنجليزية)
- بريتني بويل على موقع ألو سيني (الفرنسية)
- بريتني بويل على موقع أول موفي (الإنجليزية)
- بريتني بويل على موقع قاعدة بيانات الأفلام السويدية (السويدية)
- بريتني بويل على موقع قاعدة بيانات الفيلم (الإنجليزية)
- بريتني بويل على موقع كينوبويسك (الروسية)